# ضابط ورجل نبيل (فلم)
ضابط ورجل نبيل (بالإنجليزية: An Officer and a Gentleman) هو فيلم دراما تم إنتاجه في الولايات المتحدة وصدر في سنة 1982.

## بطولة
- ريتشارد جير
- لويس جوست جونيور
- توني بلانا

### ترشيحات وجوائز
| السنة | الحدث  | الفئة      | النتيجة  |
| ----- | ------ | ---------- | -------- |
|       | أوسكار | أفضل أغنية | فـــــوز |

## الميزانية والإيرادات
بلغت تكلفة إنتاج الفيلم حوالي 6 ملايين دولار بينما حقق أرباحا تقدر بـ 129,795,554 دولار.

## وصلات خارجية
- ضابط ورجل نبيل على موقع IMDb (الإنجليزية)
- ضابط ورجل نبيل على موقع ميتاكريتيك (الإنجليزية)
- ضابط ورجل نبيل على موقع الموسوعة البريطانية (الإنجليزية)
- ضابط ورجل نبيل على موقع روتن توميتوز (الإنجليزية)
- ضابط ورجل نبيل على موقع نتفليكس (الإنجليزية)
- ضابط ورجل نبيل على موقع قاعدة بيانات الأفلام العربية
- ضابط ورجل نبيل على موقع ألو سيني (الفرنسية)
- ضابط ورجل نبيل على موقع Turner Classic Movies (الإنجليزية)
- ضابط ورجل نبيل على موقع أول موفي (الإنجليزية)
- ضابط ورجل نبيل على موقع بوكس أوفيس موجو (الإنجليزية)

1. ↑  وصلة مرجع: https://www.oscars.org/oscars/ceremonies/1983.
2. ↑  "معلومات عن ضابط ورجل نبيل (فيلم) على موقع collections.cinematheque.qc.ca". collections.cinematheque.qc.ca. مؤرشف من الأصل في 2019-12-09.
3. ↑  "معلومات عن ضابط ورجل نبيل (فيلم) على موقع ssl.ofdb.de". ssl.ofdb.de. مؤرشف من الأصل في 2019-04-06.
4. ↑  "معلومات عن ضابط ورجل نبيل (فيلم) على موقع allcinema.net". allcinema.net. مؤرشف من الأصل في 2019-06-14.